# Finn Moe
Finn Moe, född den 12 oktober 1902 i Bergen, död den 6 augusti 1971 i Oslo, var en norsk journalist och socialdemokratisk politiker.

## Biografi
Moe var son till en tandläkare och fick sin utbildning i Frankrike åren 1920-27. Han studerade vid välkända universitet och tog sin examen i sociologi och filosofi vid Sorbonne-universitetet i Paris. Tillsammans med djupa kunskaper i franska språket grundlades också här hans genuina intresse för internationell politik.
Han var efter studietiden Arbeiderbladets korrespondent i Berlin 1927-29. Åren 1929- 32 var han chef för Arbetarnas presstjänst och var sedan utrikesredaktör för Arbeiderbladet i två perioder 1932-40 och 1945-46.
Under åren för andra världskriget var han chef för norska sändningstjänsten i USA 1941-43 och pressansvarig vid utrikesministeriet i London 1943-45.
Moe började sin politiska karriär som vice ordförande i Arbeiderpartiets ungdomsförbund 1934-37. År 1950 valdes han till ledamot i Stortinget som representant för Arbeiderpartiet i Oslo, en position han omvaldes till fram till 1969. Under denna tid var han också ordförande (vice ordförande 1965-69) i utrikes- och konstitutionsutskottet.
Moe var norsk FN-ambassadör och ledamot av FN:s säkerhetsråd 1948-49. Dessförinnan hade han FN-uppdrag som rådgivare vid FN:s generalsekreteriat 1946. Till detta kom ett stort antal officiella sidouppdrag i såväl norska som internationella sammanhang.